# Natalia Widawska
Natalia Widawska (15 de diciembre de 1999) es una deportista de Polonia que compite en atletismo. Ganó una medalla de oro en el Campeonato Europeo de Atletismo Sub-23 de 2019, en la prueba de 4 × 400 m.